# Espace vectoriel euclidien
Cet article court présente un sujet plus développé dans : Espace euclidien.
Un espace vectoriel euclidien est un espace vectoriel de dimension finie sur le corps des réels, muni d'un produit scalaire.